# Private Benjamin
Private Benjamin is een filmkomedie uit 1980 van regisseur Howard Zieff. De film werd genomineerd voor een Golden Globe en drie Oscars, zonder een van die nominaties te verzilveren. Private Benjamin won wel de Writers Guild of America Award, als beste direct voor het medium geschreven komedie.
Private Benjamin werd in 1981 gevolgd door een gelijknamige televisieserie. Hierin keerden Eileen Brennan en Hal Williams terug als 'kapitein Doreen Lewis' en 'sergeant L.C. Ross'.

## Verhaal
Judy Benjamin groeit op als verwend meisje. Na het aan de haak slaan van een welvarende verloofde, lijkt haar bedje gespreid. Haar kersverse bruidegom overlijdt echter tijdens de huwelijksnacht, waarna Benjamin zich in een impuls aanmeldt bij het leger. Ze krijgt er op de eerste dag al spijt van, helemaal als officier Doreen Lewis totaal geen mededogen toont met het verwende popje. Ze blijkt alleen niet meer terug te kunnen. Om te bewijzen dat ze wel degelijk haar mannetje kan staan, houdt Benjamin vol.

## Rolverdeling
| Acteur             | Personage                   |
| ------------------ | --------------------------- |
| Goldie Hawn        | Judy Benjamin               |
| Eileen Brennan     | Kapitein Doreen Lewis       |
| Armand Assante     | Henri Alan Tremont          |
| Robert Webber      | Kolonel Clay Thornbush      |
| Craig T. Nelson    | Kapitein William Woodbridge |
| Harry Dean Stanton | 1e Sergeant Jim Ballard     |
| Mary Kay Place     | Soldaat Mary Lou Glass      |
| Toni Kalem         | Soldaat Gianelli            |
| Damita Jo Freeman  | Soldaat Gloria Moe          |
| Alston Ahern       | Soldaat P.J. Soyer          |
| P.J. Soles         | Soldaat Wanda Winter        |
| Sally Kirkland     | Helga                       |
| Sam Wanamaker      | Teddy Benjamin              |
| Barbara Barrie     | Harriet Benjamin            |
| Gretchen Wyler     | Tante Kissy                 |
| Hal Williams       | Sergeant L.C. Ross          |
| Albert Brooks      | Yale Goodman                |
| Alan Oppenheimer   | Rabbijn                     |

## Nominaties
| Jaar | Prijs                                  | Genomineerde(n)                          | Uitslag     |
| ---- | -------------------------------------- | ---------------------------------------- | ----------- |
| 1980 | Oscar voor beste vrouwelijke hoofdrol  | Goldie Hawn                              | Genomineerd |
| 1980 | Oscar voor beste originele scenario    | Nancy Meyers Charles Shyer Harvey Miller | Genomineerd |
| 1980 | Oscar voor beste vrouwelijke bijrol    | Eileen Brennan                           | Genomineerd |
| 1982 | Golden Globe voor beste televisieserie | Don Reo                                  | Genomineerd |